# 天草市立高浜小学校
天草市立高浜小学校（あまくさしりつ たかはましょうがっこう）とは、かつて熊本県天草市高浜南にあった小学校。

## 沿革
- 1875年（明治8年）4月20日 - 村立高浜小学校創立
- 1879年（明治12年） - 熊本県第十八番中学区天草郡公立高浜小学校と改称
- 1881年（明治14年） - 熊本県天草郡四番区公立高浜小学校と改称
- 1887年（明治20年）4月 - 尋常高浜小学校と改称
- 1891年（明治24年）4月 - 高浜尋常小学校と改称
- 1896年（明治29年）4月 - 西平分教場設置
- 1901年（明治34年）8月2日 - 高浜尋常高等小学校と改称
- 1913年（大正2年）9月1日 - 皿山分教場設置
- 1941年（昭和16年）4月1日 - 西平分教場廃止。高浜国民学校と改称
- 1947年（昭和22年）4月1日 - 高浜村立高浜小学校と改称
- 1956年（昭和31年）9月21日 - 天草町立高浜小学校と改称
- 2006年（平成18年）3月27日 - 天草市立高浜小学校と改称
- 2013年（平成25年） - 天草市立下田北小学校、天草市立下田南小学校、天草市立福連木小学校、天草市立大江小学校と統合し天草市立天草小学校となる

## 学校周辺
- 熊本県道280号新合高浜港線